# Монтајоне
Монтајоне (итал. Montaione) је насеље у Италији у округу Фиренца, региону Тоскана.
Према процени из 2011. у насељу је живело 2770 становника. Насеље се налази на надморској висини од 335 м.

## Становништво
Према резултатима пописа становништва 2011. у општини је живело 3.776 становника.
| 1936. | 1951. | 1961. | 1971. | 1981. | 1991. | 2001. | 2011. |
| ----- | ----- | ----- | ----- | ----- | ----- | ----- | ----- |
| 6.207 | 5.890 | 4.866 | 3.426 | 3.399 | 3.390 | 3.439 | 3.776 |